# 滑翔伞

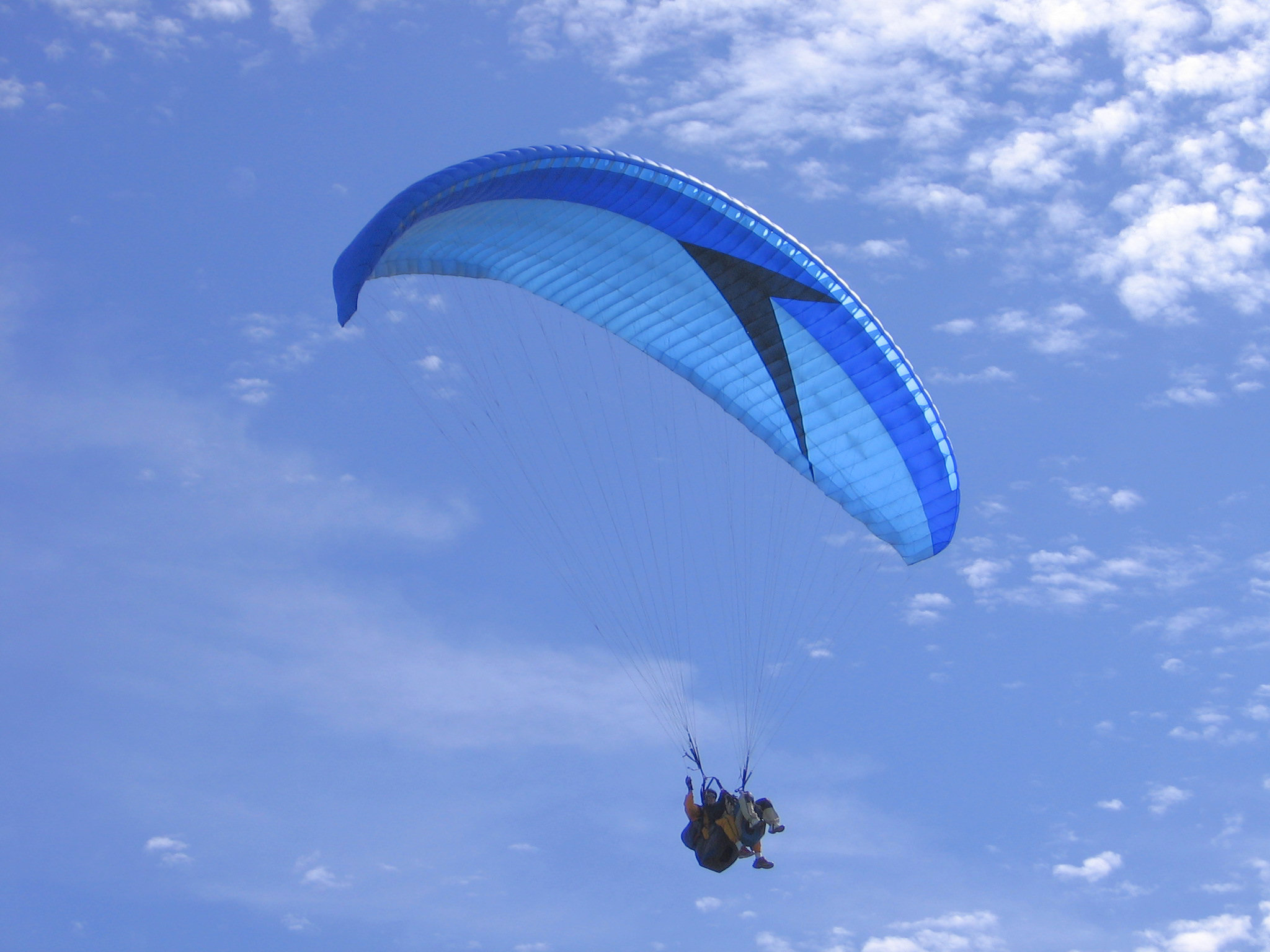
滑翔伞

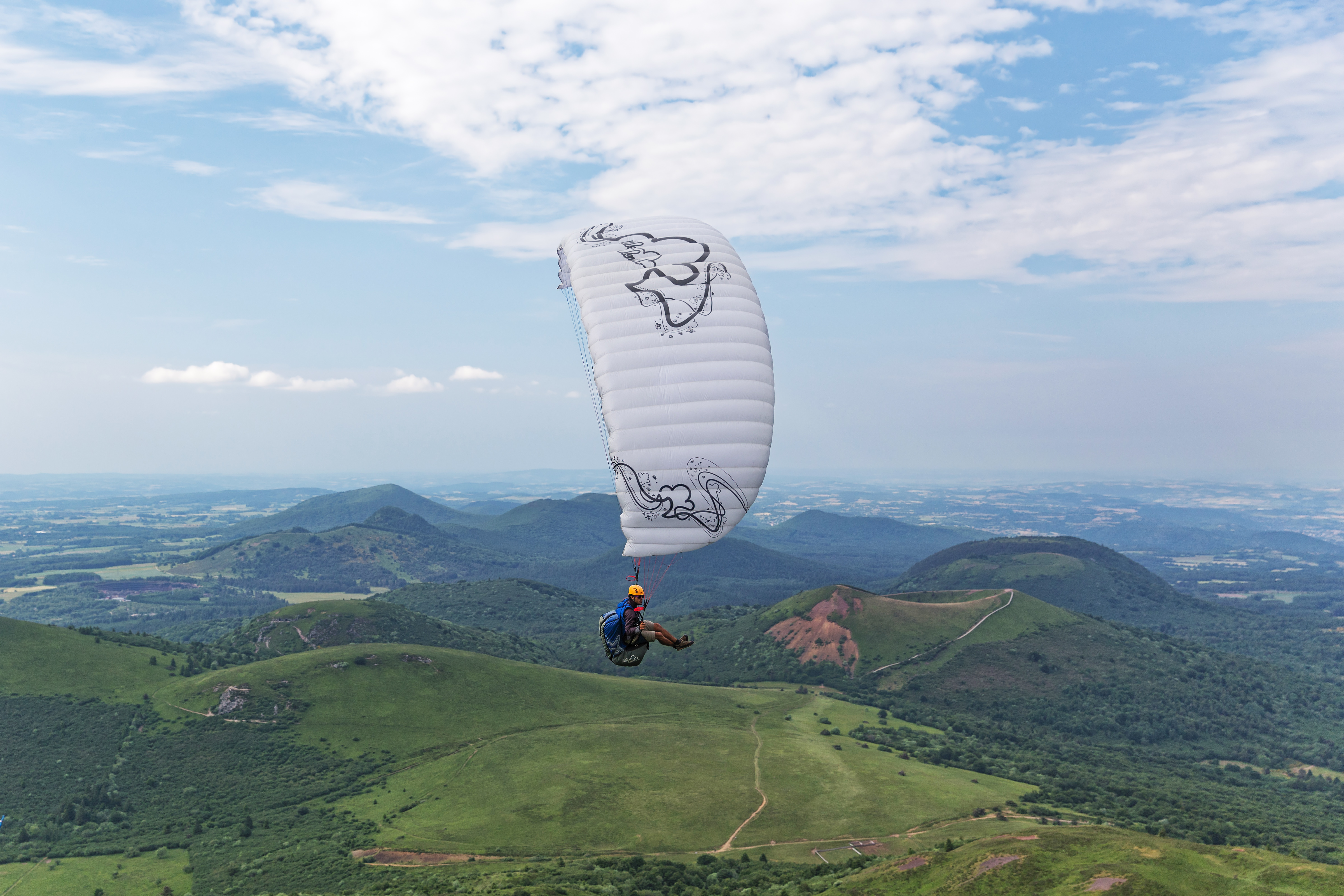

滑翔傘，也稱飛行傘，是一項不需要許多體力付出的體育运动，全套器材僅重约20公斤。該飛行器是自由飛行器，通常从高山斜坡起飛，也可以通过牵引方式起飛。滑翔傘用雙脚起飛和着陸，所使用的器材與飛機跳傘使用的降落伞有很大区别。当代的滑翔傘可以爬升到海拔4000米以上最大直线飞行距离400公里以上。出于飞行理念的不同，滑翔伞可以分为休闲滑翔、竞技滑翔和特技滑翔三个领域。

## 起源
柔翼滑翔伞(台灣稱為「飛行傘」)的概念由美国宇航局NASA最早提出，初衷是为了航天器材的回收，不过在回收大型航天器材这一领域的发展并不顺利。最终这一研究束之高阁。多年之后这个航天产业的实验品转变为一项极限运动。
滑翔伞是人类实现自由飞翔所使用的最轻便也是最廉价的飞行工具。通常初步的器材费用在10萬新台幣左右。
整套装备分为三大件：主傘、飛行座袋、副伞（救生伞）。
附加装备通常为：对讲机、GPS设备。

## 器材简介

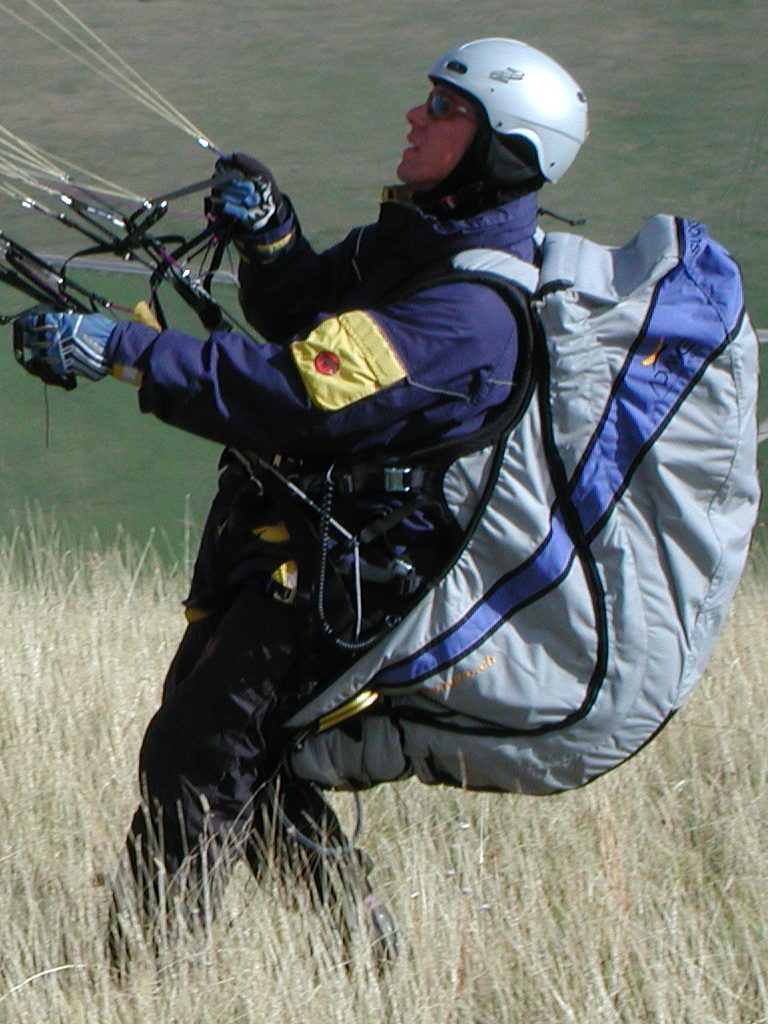

### 伞翼
滑翔伞的伞翼形状与飞机跳伞有很大不同，当代滑翔伞翼展弦比通常7:1以上，而飞机跳伞使用的方伞展弦比在4:1左右。今日的滑翔伞的外形经过精密的设计，制造过程通常采用抗紫外线不透气低重量织物作为伞衣的制作材料，采用不可拉伸的刚性绳索（凯夫拉或迪尼玛等）制作伞绳。飞机跳伞则多采用透气材料和弹力伞绳。大多数滑翔伞的伞绳自前至后分为A、B、C、D四组。翼面分为上下两层，2层翼面之间由横膈膜分割为数十个连通的气室。气室前段开口用于伞翼充气。
当代高性能滑翔伞翼每下降1米便可以前进7米～9米的距离。

### 吊袋
这是飞行员乘坐的地方，通常采用抗磨抗拉伸织物制造。吊带通过2个悬挂钩与伞绳的末端相连。坐袋悬挂钩相对于飞行员乘坐重心的高度对飞行员有很重要影响。高位置的悬挂钩安定性好，对飞行员重心移动不敏感，操控起来略显费力。适合初级或休闲飞行员。低悬挂位置吊带对重心移动敏感，对操控水平要求也高，更适合越野飞行或竞技飞行。

### 备份伞／救生伞
保護裝備是极限运动裝備不可或缺的一部分，备份伞是滑翔傘飞行必备物品。备份伞的结构与主滑翔伞不同。主流备份伞都呈正圆形，伞顶开有导气口，通常下落速度为每秒5～6米。通常备份伞具有很强的抗扰动能力但没有滑翔功能。当主伞发生塌陷无法充气或进入其他飞行员不可控状态后，飞行员应该立刻抛出备份伞。

## 操作

### 起飞
滑翔伞的起飞需要长度为10米，坡度为15度左右的向风面山坡。起飞须正对风向，飞行员控制伞翼充气到头顶后即开始加速起飞。通常当伞翼的空速达到6米/秒左右时会将人带离地面，对于有经验的飞行员来说起飞会在3步之内完成。

### 转向
滑翔伞可以自由转向。滑翔伞拥有刹车组伞绳，刹车组连接在伞翼的尾端，飞行时左右手各持相应一侧的刹车手柄。当拉下一侧刹车手柄后，该侧尾段被拉下，阻力增大，伞翼会向该方向旋转，从而达到转弯的目的。

### 爬升
滑翔伞自身没有动力，必须依靠外力进行爬升。在晴朗的天气里，飞行员通过控制飞行方向进入热气流可以爬升到当天积云的高度，通常为2000米～4000米的露点高度。或者在风力较强的天气下依靠山形造成的动力气流徘徊在陡坡峭壁，通常依靠动力气流得到高度有限，基本相当于山的高度。

### 下降
如无外力影响，通常滑翔伞会以每秒1米至1.5米的速度下降。

#### 紧急下降手段
大耳朵（Bigears）
用两手抓住A组最外侧的伞绳然后拉下，以减少有效翼面面积，从而达到增大下沉率的效果。需要注意的是进行此操作以后无法使用刹车线（Brake Code），
旋回必须完全靠重心移动来完成。同时，这项操作有可能会引起滑翔伞失速，单鞭操作和加速器的并用会减轻失速的危险。结束此项操作时，先解除加速器操作，
然后再开放拉着的A组最外侧的伞绳。（注：有一部分早期的滑翔伞是用A组的最外侧两根伞绳进行此操作。）
B组失速 （B Stall）
双手抓住B组，同时用力拉到胸前使伞面变形并造成失速，这样可以获得较大的下沉率（大约5到7m/s）。这种失速状态与完全失速（Full Stall）不同，是
可以被控制的。结束此项操作时，将拉着的B组完全开放即可。但需要注意的是滑翔伞并不会立即开始滑翔，因此过早的刹车线操作将会导致滑翔伞完全失速。
螺旋下降（Spiral Dive）
下沉率大于14m/s。进行此项操作的飞行员需要有高度的技术，同时此项操作伴有飞行员黑视（Black Out）的危险性。

## 危险性
- 滑翔伞是一种高度危险的极限运动，面临诸多潜在危险。通常建议购买包含该项目内容的特别意外保险。
- 最大的威胁是高空坠落，当伞翼形状不能迅速恢复时，飞行员可能自由落体速度撞击地面。极端危险情况是进入螺旋俯冲(Spiral Dive)，此时飞行员的时速可达100公里以上，每秒下落速度在10至40米之间。
- 起飞或降落时距离地面过于接近，在局部气候发生变化时可能出现难以控制的事故。
- 通常此项运动需要在教练教学下进行学习，但是不建议在空中依赖教练飞行，并从初级阶段开始培养个人判断力。由于器材限制，滑翔伞无法实现与教练同座位飞行，所以危险性与个人判断密切相关，判断错误往往是空难的主要因素。
- 由于滑翔伞缺乏动力支持，所以在遇到极端气候，如积雨云、强风、涡流区时缺乏自救能力[1]。

### 着陆
与飞机跳伞的冲击着陆不同，滑翔伞着陆要轻柔得多。着陆前滑翔伞须正对风向减小对地速度，在距离地面数米处通过双侧施加较大幅度的刹车可以实现接近零速度零下落的雀降。

## 相关链接
- 滑翔类飞行项目比较列表

1. ↑  .   [2023-11-25]. （原始内容存档于2023-12-03） （中文（中国大陆））.